# Ernst Sieper
Ernst Sieper (* 30. August 1863 in Lennep; † 6. Januar 1916 in München) war ein deutscher Anglist.

## Leben und Wirken
Von 1890 bis 1895 war er als Volksschullehrer tätig. Von 1896 bis 1898 studierte und forschte er in England. Im Sommersemester 1898 habilitierte er sich an der Ludwig-Maximilians-Universität München. Im Wintersemester 1904/1905 war er außerordentlicher Professor an der Ludwig-Maximilians-Universität München. Er war Ehrenmitglied des Akademisch-Neuphilologischen Vereins München im Weimarer Kartellverband.
Von 1869 bis 1878 besuchte er die Volksschule in Lennep, daneben erhielt er Privatunterricht in Realismus, Französisch und Musik. Im Jahr 1870 war er Schüler des Vorbereitungsinstituts im Götterswickerhamm in Wesel. Von 1880 bis 1883 war er Schüler des Lehrerseminars in Rheydt. Nach bestandenem ersten Lehrerexamen unterrichtete er bis Ostern 1889 als Lehrer an der Höheren Töchterschule in Solingen. Im Herbst 1890 legte er am Realgymnasium in Barmen die Reifeprüfung ab und studierte bis zum Wintersemester 1894/95 an der Universität Bonn Germanische Philologie und ihre Hilfswissenschaften. Darüber hinaus hörte er auch Vorlesungen über Philosophie, Kunstgeschichte und Geographie. Im Frühjahr 1894 unternahm er eine Studienreise nach England. 
Am 26. November 1894 absolvierte er sein Rigorosum an der Universität Heidelberg und Universität Bonn. Am 25. Oktober 1895 wurde er Doktor der Philosophie. Der Titel seiner Inaugural-Dissertation zur Erlangung der Doktorwürde der hohen philosophischen Fakultät der Universität Heidelberg hieß „Die Geschichte von Soliman und Perseda in der neuen Litteratur“.

## Werke (Auswahl)
- Die Geschichte von Soliman und Perseda in der neueren Litteratur. Heidelberg University, 1895, 28 Seiten
- Shakespeare und seine Zeit. BoD – Books on Demand, 2017, 160 Seiten, Nachdruck des Originals von 1913.
- Die altenglische Elegie. Walter de Gruyter GmbH & Co KG, 2020, 318 Seiten, Nachdruck des Originals von 1923.